# Kapela, Slovenske gorice
Kapela (312 mnm) je hrib v Radgonsko-kapelskih goricah, ki leži med Zgornjim Murinim poljem in Ščavniško dolino.
Na razglednem vrhu stoji župnijska cerkev sv. Marije Magdalene, ki se v starih zapisih prvič omenja 1617. Sedanja cerkev je bila zgrajena 1824. Na griču okoli vrha se razprostira razložena vas Kapelski Vrh.
iz župnijske kronike:
"Prvi zgodovinski podatek o verskem znamenju na tukajšnjem 314 metrov visokem griču je iz leta 1280. Legenda opisuje, da je na griču od Radgone proti Ljutomeru postavljena majhna kapelica na čast sv. Mariji Magdaleni. Tedaj je bil grič pokrit z gozdom. Bil je prijeten kraj, zato so ljudje hodili na sprehode in izlete h Kapeli. Omemba leta 1280 je v urbariju iz dobe Alberta I. Kapela je omenjena med kraji, ki so imeli skrb za grajsko stražo v Radgoni. Kraj se imenuje leta 1300 Capell, nato leta 1371 Dorf Capellen ligt bei Rakospurckh, leta 1441 je omenjen Kapellen, leta 1459 Capelln, leta 1462 Kapeln – Capelln in leta 1480 Zuder Kapellen. Kraj je dobil ime po kapelici, ki je stala sredi gozda. Pozneje so postavili večjo kapelico, katero že poimenujejo cerkev. Ta cerkvica je imela zvonik in v njem dva zvona. Ob času vizitacij škofa Jakoba Eberlina je že zabeležena v vizitacijskih spisih kot podružna cerkev Sv. Janeza v Radkersburgu. Redno je prihajal kaplan maševat trikrat na leto in v spomin na to župnija še danes obhaja žegnanja. Pogosto so prihajali tudi očetje kapucini iz Radgone in poleti pogosto tudi benediktinci iz sv. Pavla na Koroškem in pozneje iz Admonta, ker so imeli tu več posestev. Več natančnih podatkov ni, ker je leta 1805 pogorelo župnišče z vsemi knjigami in takrat je župnija štela 1518 vernikov.
Leta 1763 je kapelski vikariat postal samostojna župnija in v letih 1823/24 so zgradili sedanjo cerkev.  Postaviti jo je dal tukajšnji rojak, župnik Martin Kaučič (1735-1826). Posvetil jo je sekovski knezoškof Roman Sebastjan Zängerle 19. septembra 1835. Obenem je posvetil vse tri oltarje. Glavnega – posvečen sv. Mariji Magdaleni in na oltarju sta še kipa sv. Petra (levo) in kip sv. Pavla (desno); levi stranski oltar, ki je posvečen sv. Ani - na vrhu je slika sv. Jožefa, na sredini slika sv. Ane iz leta 1835, levo od slike je kip sv. Janeza Krstnika, desno pa kip sv. Urbana; desni stranski oltar je posvečen sv. Križu in na tem oltarju je slika sv. Martina. 
Cerkev je zgrajena v neoromanskem slogu s tlorisom v obliki križa. Osrednja kupola ji daje centralno zasnovo. Zvonik cerkve sega v višino 35 metrov. Opeko za cerkev so farani žgali sami. Kamen za temelje so deloma vozili, deloma nosili iz bližnje Šütjove grabe s tako zvenaga Atilovega gradu. Imenovali so ga tudi grad kacijanarjev. Les so darovali župljani in prav tako pesek vozili iz reke Mure. V letih gradnje je ob sedanjem župnišču bila postavljena kapelica, ki so jo ob dokončanju cerkve podrli.
Prva slika sv. Marije Magdalene je bila narejena leta 1763 in je bila shranjena v župnišču. Sedanjo sliko pa je podaril graški knezoškof Roman Sebastjan Zängerle kot darilo ob posvetitvi cerkve, naslikala pa jo je slikarka Krescencija Stadler v Münchnu leta 1832. Istega leta je orglarski mojster Jožef Ottonisch, orglarski mojster iz Maribora napravil orgle, ki so bile opus 97. 
Leta 1856 v prezbiteriju dodajo kipa sv. Jožefa na desni strani in kip Marije Brezmadežne na levi strani.
Leta 1861 so dokončali stranske oltarje (marmonizacija) in dokončno uredili prižnico. Ta dela je blagoslovil knezoškof Anton Martin Slomšek. Ob tej priložnosti so farani kupili tudi kelih in pateno.
Leta 1867 Joseph Eisenbühler izdela glavni lestenec.
20. novembra 1868 je g. kanonik Lovrenc Vogrin blagoslovil tri nove zvonove, katere je v Ljubljani vlil Albet Samata. Največji tehta 22 centov, srednji 7 centov in najmanjši skoraj 3 cente.
Leta 1884 je Dominik Kakterlj iz Maribora orgle preuredil; meh na dva rezervoarja, dodal manual za en register, predelal klaviaturo, pedala in nadomestil manjkajoče piščali. 
22. aprila 1885 slikar Jakob Brollo iz Cremone v Italiji skupaj z dvema pomočnikoma začne s poslikavo cerkve. Cerkev je bila slikana v fresko slikariji. Oder so darovali farani in kasneje so se iz teh desk naredila tla pod klopmi. Delo je končal še istega leta. V prezbiteriju je naslikano Marijino vnebovzetje in ob straneh štirje evangelisti. Levo pa sveta brata Ciril in Metod. V glavni kupoli pa so upodobljeni vsi štirje zahodni cerkveni očetje in med vsakim je en izmed svetopisemskih prizorov, ki nam poročajo o Mariji Magdaleni. Ob vhodu levo je freska sv. Barbare in desno sv. Antona Puščavnika. V levem kraku je naslikana zadnja večerja in v desnem Jezus z otroki.
Leta 1886 je Jakob Brollo svoje delo dopolnil še s križevim potom.
Leta 1888 postavijo oltar sv. Družine. Na zgornjem delu so trije svetniki: sv. Izidor levo, na sredini zgoraj sv. Sebastjan in desno sv. Notburga.
Leta 1925 župnijo prevzamejo Salezijanci.
Leta 1956 nabavijo lestenec pod korom.
Leta 1969 v skladu z liturgično prenovo novi daritveni oltar z ambonom in sedeži in leto kasneje – 1970 nabavijo dva zvona (670 kg – ton fis in 390 kg – ton a) in istega leta prof. Jakob nad prižnico naslika fresko sv. Pavla v Atenah.
Leta 1975 pred oltarjem svete Družine uredijo krstilnik.
Leta 2002 orgle zamenjajo z novimi orglami, ki jih izdela škofijska orglarska delavnica v Mariboru opus 56."